# Piazzolla en el Regina
Piazzolla en el Regina es un álbum en vivo por el bandoneonista de tango argentino Astor Piazzolla y su Quinteto, grabado durante un cconcierto celebrado en el Teatro Regina en Buenos Aires, Argentina en 1970, fue editado por el sello RCA Victor, y es considerado el primer álbum en vivo grabado y editado en Argentina. El álbum presentó por primera vez juntas, las cuatro Estaciones porteñas y por ello a menudo se lo ha denominado informalmente o en algunas reediciones como Las Cuatro Estaciones. Piazzolla volvería a brindar una serie de conciertos en el Teatro Regina en 1982 junto al cantante Roberto Goyeneche, que fueron registrados en un álbum llamado Piazzolla Goyeneche en vivo (Mayo 1982) Teatro Regina editado en 1982 precisamente.

## Antecedentes
Originalmente el contrato para editar un disco sencillo de «Balada para un loco» pertenecía al sello CBS, pero Astor Piazzolla utilizó el éxito del tema para negociar su regreso a RCA Victor, abandonando al sello Trova. Con el fin de capitalizar el éxito de «Balada para un loco», Piazzolla ya en RCA Victor, grabó y editó rápidamente el álbum En persona, donde Horacio Ferrer recitaba las letras de las canciones, mientras Piazzolla las tocaba solo con bandoneón.

## Historia
El álbum Piazzolla en el Regina fue una gran apuesta para RCA Victor, puesto que fue el primer álbum en vivo grabado en Argentina, durante un concierto celebrado el 19 de mayo de 1970 en el Teatro Regina en Buenos Aires. El álbum presentó por primera vez juntas, las cuatro Estaciones porteñas, que se completaron con la adicción de dos piezas nuevas, «Invierno porteño» y «Primavera porteña», los otros temas eran «Buenos Aires hora cero», «Retrato de Alfredo Gobbi» y «Revolucionario», ambos grabados en estudio y editados en un sencillo por Polydor de Uruguay en 1967, y «Kicho», un tema que reciclaba el esquema formal de «Contrabajeando», tema que había compuesto con Aníbal Troilo en 1951, y el posterior «Contrabajisimo», un acorde a cargo del Quinteto, una larga cadencia del contrabajo y luego una sección más rápida, que en ese instrumento lleva la melodía con acompañamiento del resto del grupo. Los tres temas habían estado dedicados a Kicho Díaz. «Invierno porteño» con Agri en la viola en lugar de violín, trabajaba, igual que las dos piezas anteriores de la serie, con la oposición de los temas lírico que las dos piezas anteriores de la serie (que remite a «Adiós Nonino»), aunque invirtiendo el orden y comenzando con la sección melancólica. Una pequeña cadenza del piano y el solo de Agri desemboca en la entrada grupal precedida por el 3+3+2 «épico» que no se separaría del estilo de Piazzolla, llevaban el tema a un solo de bandoneón y un final «barroco» y festivo. «Primavera porteña» comienza con uno de los clásicos fugatos aunque con una profusa utilización de recursos percusivos. El pasaje homofónico de rigor lleva a un rallentando que fluye hacia un tema lírico a cargo del bandoneón primero y luego del violín, con comentarios a cargo de la guitarra eléctrica. La nueva entrada del fugato, con una suerte de «zapada» a cargo de la guitarra eléctrica y una interpretación verdaderamente furibunda del grupo explica bastante fascinación que este álbum ejerció en ese entonces para muchos músicos -y para mucho del público- de rock.

## Lanzamiento y publicaciones
Piazzolla en el Regina se editó originalmente en 1970 por el sello RCA Victor en Argentina, Uruguay y Francia, y en 1973 RCA lo editó en Brasil. En 1982 se lanzó en Japón, y dos años después fue reeditado en Argentina, siempre por RCA. En 2005 se editó la «edición crítica» con cuatro pistas extra, que a su vez fue la primera reedición en CD por RCA/BMG en Argentina y Europa, en Japón dicha edición apareció en 2008, pero solo por BMG. En 2018 se publicó en disco de vinilo en Argentina.

## Lista de temas
Todas las canciones escritas y compuestas por Astor Piazzolla. 
| Lado A: Estaciones porteñas |                                                                   |          |  |
| N.º                         | Título                                                            | Duración |  |
| 1.                          | «Palabras de Introducción por Astor Piazzolla / Invierno Porteño» | 8:17     |  |
| 2.                          | «Verano Porteño»                                                  | 3:45     |  |
| 3.                          | «Otoño Porteño»                                                   | 5:25     |  |
| 4.                          | «Primavera Porteña»                                               | 5:25     |  |

| Lado B |                            |          |  |
| N.º    | Título                     | Duración |  |
| 5.     | «Buenos Aires Hora Cero»   | 3:50     |  |
| 6.     | «Retrato de Alfredo Gobbi» | 7:45     |  |
| 7.     | «Revolucionario»           | 4:50     |  |
| 8.     | «Kicho»                    | 6:45     |  |

## Créditos
- Bandoneón – Astor Piazzolla
- Contrabajo – Kicho Díaz
- Guitarra eléctrica – Cacho Tirao
- Piano – Osvaldo Manzi
- Violín – Antonio Agri